# Jack Taylor (nedador)
Jack Taylor   (Akron, 31 de gener de 1931 - Base Naval de la badia de Guantánamo, 30 de maig de 1955) fou un nedador estatunidenc, especialista en esquena, que va competir durant les dècades de 1940 i 1950.
El 1952 va prendre part en els Jocs Olímpics d'Estiu de Hèlsinki, on va guanyar la medalla de bronze, rere l'estatunidenc Yoshinobu Oyakawa i Gilbert Bozon, en els 100 metres esquena del programa de natació.
Estudià a l'Ohio State University. Guanyà els títols de l'NCAA de 1.500 metres lliures de 1950, 100 iardes esquena de 1952, 150 iardes esquena de 1950 i 200 iardes esquena de 1951. També guanyà diversos títols de l'AAU. Posteriorment entrà a la Marina dels Estats Units d'Amèrica com a aviador naval. Morí practicant aterratges en un portaavions a la base naval de la badia de Guantánamo, Cuba.